# Шманьковцы

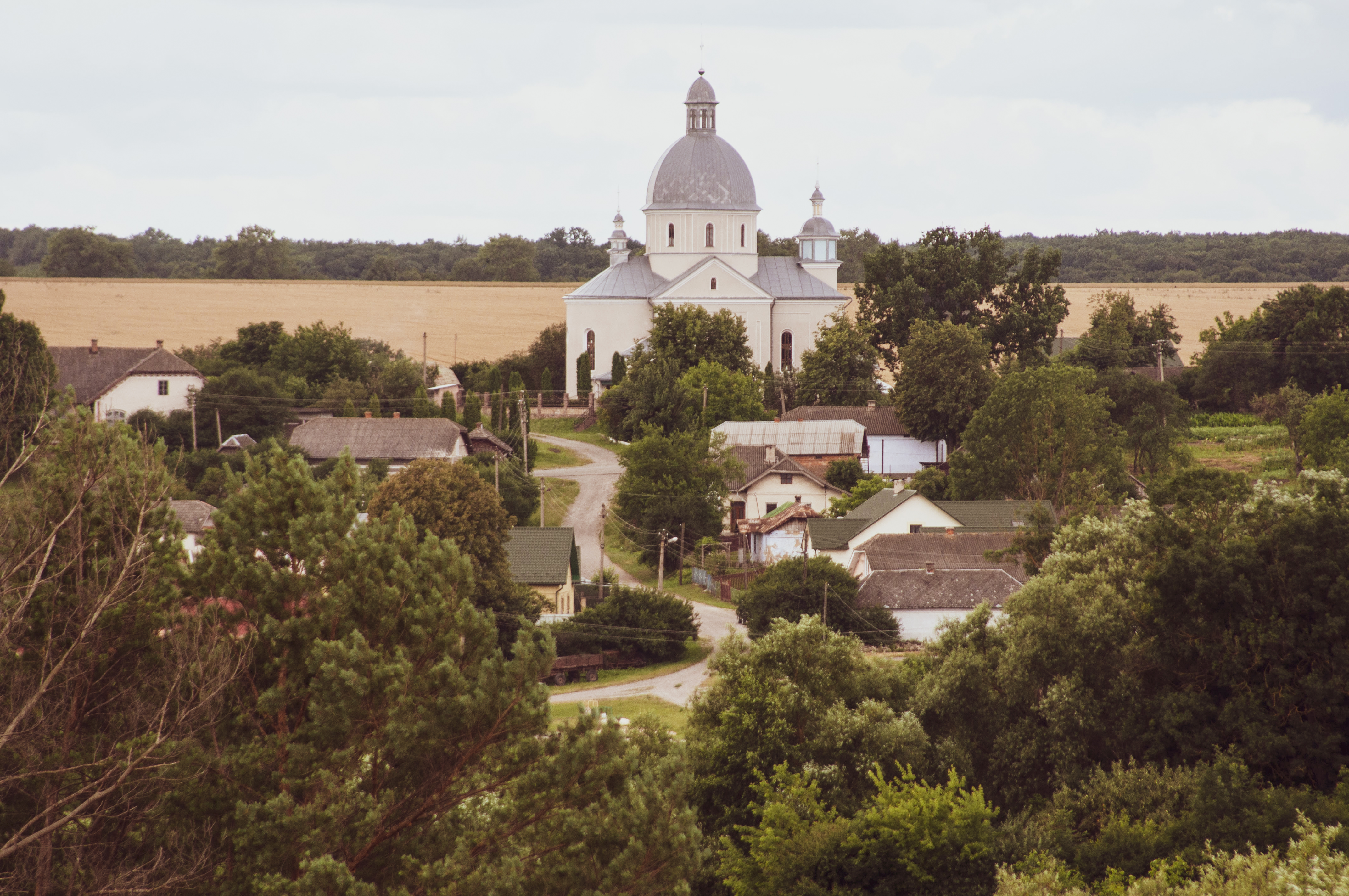
Вид на храм Космы и Диамина

Шманьковцы (укр. Шманьківці) — село в Заводской поселковой общине Чортковского района Тернопольской области Украины. Почтовый индекс — 48509. Телефонный код — 3552.
Расположено на правом берегу реки Ничлавки (правый приток Ничлавы, бассейн Днестра), в 12 км от районного центра и 2 км от ближайшей железнодорожной станции Шманьковчики.
По данным переписи 2018 года, население села составлял 681 человек.
Уличная сеть села представлена девятью улицами: Зелёная, ул. Ивана Франко, Короткая, Новая, ул. Сечевых Стрельцов, ул. Степана Чарнецкого, ул. Стрелка, ул. Струсивка, ул. Тараса Шевченко.
В 1895 году в селе был построен каменный православный храм Космы и Диамина. В настоящее время действует.